# Лассес Биргитта
Лассес Биргитта (швед. Lasses Birgitta; ум. 1550) ― шведка, которая при жизни была объявлена ведьмой. Также была первой женщиной в Швеции, казнённой по обвинению в колдовстве.

## Биография
Биргитта происходила родом из деревни Алгутсрум, остров Эланд. Была замужем за мужчиной по имени Лассе (отсюда происходит и часть её собственного имени). В апреле 1550 года призналась бейлифу и секретарю Кальмарского замка в том, что она в полночь пыталась воскресить тело мёртвого человека на кладбище деревни Кастлэса.
По её словам, той ночью она и ещё двое мужчин вошли в церковный двор с намерением пробудить одного из мёртвых при помощи силы магии. Биргитта трижды обошла двор по кругу, а затем начала дуть сквозь замочную скважину двери церкви, пока та не открылась. Она хотела украсть богато украшенную столу священника, однако не нашла её и покинула здание, после чего заперла дверь таким же образом, как она и вошла. В другой день она снова проникла в церковь, со второй попытки украла столу, трижды обошла храм против солнца, отреклась от Бога и поклялась в верности дьяволу.
Суд признал Биргитту виновной в колдовстве и приговорил её к смертной казни путём обезглавливания. Мужчины, которые находились вместе с ней на момент совершения этого деяния, были оштрафованы.
После суда над Биргиттой охота на ведьм в Швеции оставалась более или менее пассивной вплоть до 1590-х годов, хотя настоящая истерия по этому поводу началась не ранее 1668 года. Последней женщиной, преданной в Швеции смертной казни за колдовство, была Анна Эриксдоттер.